# Barry Orton
Randal Barry Orton, född 28 maj 1958 i Amarillo, Texas, död den 19 mars 2021,  var en amerikansk professionell fribrottare. Han var även musiker och skådespelare och bättre känd som Barry O eller Barrymore Barlow. Han var son till Bob Orton Sr. och Rita Orton, bror till "Cowboy" Bob Orton och Rhonda Orton, och morbror till Randy Orton.
Orton debuterade i professionell wrestling 1976 och slutade 1992.